# 岐阜県立華陽フロンティア高等学校
岐阜県立華陽フロンティア高等学校（ぎふけんりつかようフロンティアこうとうがっこう）は、岐阜県岐阜市にある公立高校。2000年（平成12年）に現在の名前に改称した。通称：華フロ（かふろ）。

## 学校概要
- 創立：1931年（昭和6年）
- 学科
  - 定時制（単位制）
    - 普通I部（午前から）
    - 普通II部（午後から） - 普通I・II部では3年で卒業できるコースがある。
    - 普通III部（夕方から）

  - 通信制（単位制）
    - 普通科
- 所在地：岐阜県岐阜市西鶉6-69
- 校訓：不屈の精神・師弟同行・母校愛

## 沿革
- 1931年（昭和6年）- 全国最初の県立夜間中学、岐阜県立岐阜夜間中学を設立。
- 1943年（昭和18年）- 岐阜県岐阜第三中学校に改称する。
- 1948年（昭和23年）
  - 3月 - 岐阜県第一中学校通信教育部を設置する。
  - 4月 - 岐阜県立第一高等学校通信教育部と改称する。
  - 8月 - 岐阜県立女子高等学校と統合し、岐阜県立岐阜高等学校通信制課程と改称する。
- 1980年（昭和55年） - 岐阜県立岐阜高等学校通信制課程の募集を停止し、岐阜県立華陽高等学校通信制課程の募集開始する。独立校舎が完成。以前は岐阜高等学校の校舎に併置であった。
- 1983年（昭和58年） - 岐阜県立岐阜高等学校通信制課程が廃止される。
- 1986年（昭和61年） - 岐阜市立華南高等学校（昼間定時制）の県移管に伴い、夜間定時制・昼間二部定時制・通信制の三部制となる。
- 1996年（平成8年） - 単位制高等学校として発足する。
- 1998年（平成10年） - 定通併修制度が発足する。併修校：県岐商（定）・加茂（定）。
- 2000年（平成12年） - 岐阜県立華陽フロンティア高等学校と改称する。同時に旧・岐阜第一女子高等学校へ校舎移転。

## 部活動

### 運動系部活動
- バレーボール部
- 軟式野球部
- 剣道部
- 卓球部
- バドミントン部
- 陸上競技部
- サッカー部
- ソフトテニス部
- バスケットボール部

### 文化系部活動
- 演劇部
- 科学部
- パソコンワープロ部
- 創作研究部
- 茶道部

## 進路状況
定時制
卒業生の7割が進学をしており、残りは企業へ就職している。

## 著名な出身者
- 小林幸男 - 元岐阜市議会議員
- 平工剛郎 - 元官僚、実業家
- 福田静夫 - 日本福祉大学名誉教授
- 澤田榮作 - 実業家
- 月岡忠夫 - 実業家
- 野口あや子 - 歌人

## アクセス
- 岐阜バス（おぶさ墨俣線・岐阜聖徳学園大線）「鶉ターミナル」停留所より徒歩で約3分。

## 事件
2025年6月23日に、生徒の一人が校内で催涙スプレーを噴射。これにより生徒数人が目や喉などに痛みを訴え、うち3人が病院へ搬送された。当時は授業中だったが、教員は一時的に退出していた。岐阜県警察は、事件性の有無を含め調べている。